# Symphorianus

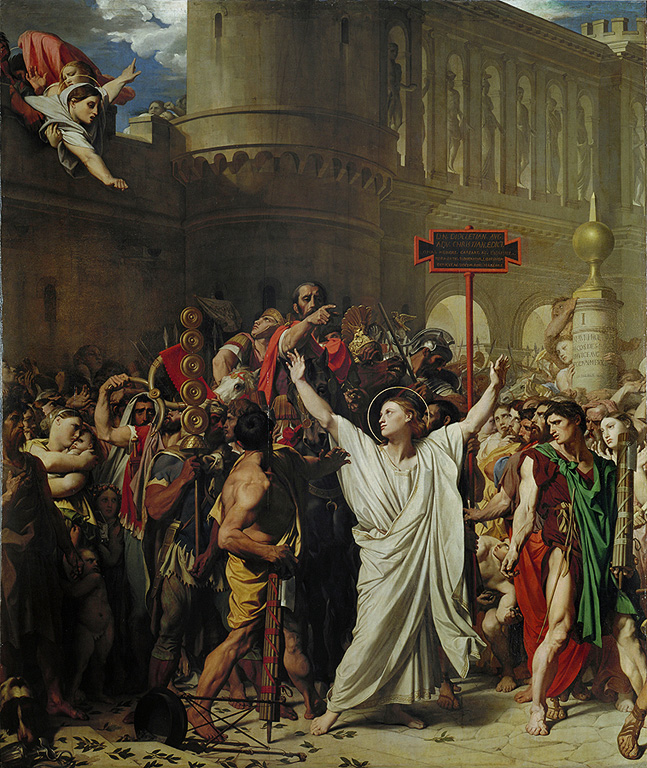
Gemälde von Ingres in der Kathedrale von Autun

Der heilige Symphorianus (* in Augustodunum; † um 178 ebenda) war ein christlicher Märtyrer. Der Name Symphorianus ist griechischen Ursprungs und bedeutet der Nützliche.

## Vita
Ein im 6. Jahrhundert aufgezeichneter Legendenzyklus über burgundische Märtyrer ist die Quelle für die Vita des Symphorianus. Er soll der Sohn eines Adeligen namens Faustus gewesen sein. Als der noch jugendliche Symphorianus den Kybele-Kult verspottete, wurde er verhaftet und – da er nicht widerrief – schließlich enthauptet. Auf dem Weg zur Hinrichtung soll ihn seine Mutter zur Standhaftigkeit ermuntert haben. Euphronius von Autun ließ Mitte des 5. Jahrhunderts am mutmaßlichen Ort der Hinrichtung eine Basilika erbauen, die 1806 abgerissen wurde.

## Gedenken
Der evangelische und römisch-katholische Gedenktag des Symphorianus ist der 22. August. Die Armenische Apostolische Kirche verehrt alle christlichen Heiligen der ersten fünf Jahrhunderte, also auch Symphorianus. Heiligentage haben in dieser Kirche kein feststehendes Datum, da sie mit dem Kirchenjahr und den Wochentagen abgestimmt werden.
27 Orte in Frankreich sind nach dem heiligen Symphorianus benannt (siehe Saint-Symphorien), da der Märtyrer im frühen Mittelalter sehr verehrt wurde. Auch in Trier gab es ein Kloster St. Symphorian, das 882 während des Normannensturms zerstört wurde. Jean-Auguste-Dominique Ingres stellte das Martyrium des heiligen Symphorianus 1824 in einem Gemälde dar.
Zu den ihm gewidmeten Kirchen zählen:
- St-Symphorien-les-Carmes (Avignon)
- St-Symphorien (Fully)
- St-Symphorien (Nuits-Saint-Georges)
- St-Symphorien (Ponthion)
- St. Symphorian (Zell am Harmersbach)

Symphorianus ist der Patron der Falkner und wird von Krüppeln und gegen die Dürre angerufen. 